# Arsis
Az Arsis egy amerikai death metal együttes. Jelenlegi tagok: James Malone, Shawn Priest, Noah Martin és Brandon Ellis. Technikás, illetve dallamos death metalt játszanak. Fő témáik: halál, kínzás, szenvedés. 2000-ben alakultak meg Virginia Beach-en. Albumaikat főleg a Nuclear Blast jelenteti meg.

## Diszkográfia

### Stúdióalbumok
- A Celebration of Guilt (2004)
- United in Regret (2006)
- We Are the Nightmare (2008)
- Starve for the Devil (2010)
- Unwelcome (2013)
- Visitant (2018)